# Balatonkenese
Balatonkenese è un comune dell'Ungheria di 3.378 abitanti (dati 2001). È situato nella contea di Veszprém.